# Myrmecia aberrans
Myrmecia aberrans is een mierensoort uit de onderfamilie van de Myrmeciinae. De wetenschappelijke naam van de soort is voor het eerst geldig gepubliceerd in 1900 door Forel.